# Bahnstrecke Zwolle–Kampen
| Ein Dieseltriebwagen Buffel auf Gleis 12 in Zwolle |                      |                                                                                   |                                                                                   |
| |                      |                                                                                   |                                                                                   |
| Streckenlänge: | 12 km                |                                                                                   |                                                                                   |
| Spurweite: | 1435 mm (Normalspur) |                                                                                   |                                                                                   |
| Streckengeschwindigkeit: | 100 km/h             |                                                                                   |                                                                                   |
| |                      |                                                                                   |                                                                                   |
| Provinz (NL): | Overijssel           |                                                                                   |                                                                                   |
| \| \| \| Strecke nach Meppel, Strecke nach Emmen, Strecke nach Almelo, Strecke nach Arnhem \| \| \| \| 88 \| Zwolle \| Zwolle \| \| \| \| Strecke nach Utrecht \| \| \| \| 89 \| Zwolle Veerallee \| Zwolle Veerallee \| \| \| \| A 28 \| \| \| \| \| \| \| \| \| 89 \| Zwolle Voorsterpoort (geplant) \| Zwolle Voorsterpoort (geplant) \| \| \| \| Industriegebiet Katwolde \| \| \| \| \| Brücke über den Zwolle-IJsselkanaal \| \| \| \| 91 \| Zwolle Stadshagen \| Zwolle Stadshagen \| \| \| \| Zwolle Werkeren (geplant) \| \| \| \| \| Landstraße 331 \| \| \| \| 94 \| Mastenbroek \| Mastenbroek \| \| \| \| Kampen Oost (geplant) \| \| \| \| 101 \| Kampen \| Kampen \| |                      |                                                                                   |                                                                                   |
| Strecke |                      | Strecke nach Meppel, Strecke nach Emmen, Strecke nach Almelo, Strecke nach Arnhem | Strecke nach Meppel, Strecke nach Emmen, Strecke nach Almelo, Strecke nach Arnhem |
| Bahnhof | 88                   | Zwolle                                                                            | Zwolle                                                                            |
| Abzweig geradeaus und nach links |                      | Strecke nach Utrecht                                                              | Strecke nach Utrecht                                                              |
| ehemaliger Bahnhof | 89                   | Zwolle Veerallee                                                                  | Zwolle Veerallee                                                                  |
| Strecke mit Straßenbrücke |                      | A 28                                                                              | A 28                                                                              |
| |                      |                                                                                   |                                                                                   |
| Strecke | 89                   | Zwolle Voorsterpoort (geplant)                                                    | Zwolle Voorsterpoort (geplant)                                                    |
| Strecke nach links und nach rechts |                      | Industriegebiet Katwolde                                                          | Industriegebiet Katwolde                                                          |
| Brücke über Wasserlauf |                      | Brücke über den Zwolle-IJsselkanaal                                               | Brücke über den Zwolle-IJsselkanaal                                               |
| Bahnhof | 91                   | Zwolle Stadshagen                                                                 | Zwolle Stadshagen                                                                 |
| ehemaliger Haltepunkt / Haltestelle |                      | Zwolle Werkeren (geplant)                                                         | Zwolle Werkeren (geplant)                                                         |
| Strecke mit Straßenbrücke |                      | Landstraße 331                                                                    | Landstraße 331                                                                    |
| ehemaliger Bahnhof | 94                   | Mastenbroek                                                                       | Mastenbroek                                                                       |
| ehemaliger Haltepunkt / Haltestelle |                      | Kampen Oost (geplant)                                                             | Kampen Oost (geplant)                                                             |
| Kopfbahnhof Streckenende | 101                  | Kampen                                                                            | Kampen                                                                            |

Die Bahnstrecke Zwolle–Kampen, auch Kamperlijntje (Kleine Kamperlinie), ist eine zwölf Kilometer lange elektrifizierte Eisenbahnstrecke zwischen Zwolle und Kampen. Sie ist ein Teilstück der Bahnstrecke Utrecht–Kampen (Centraalspoorweg) und wird von Keolis Nederland betrieben.

## Geschichte

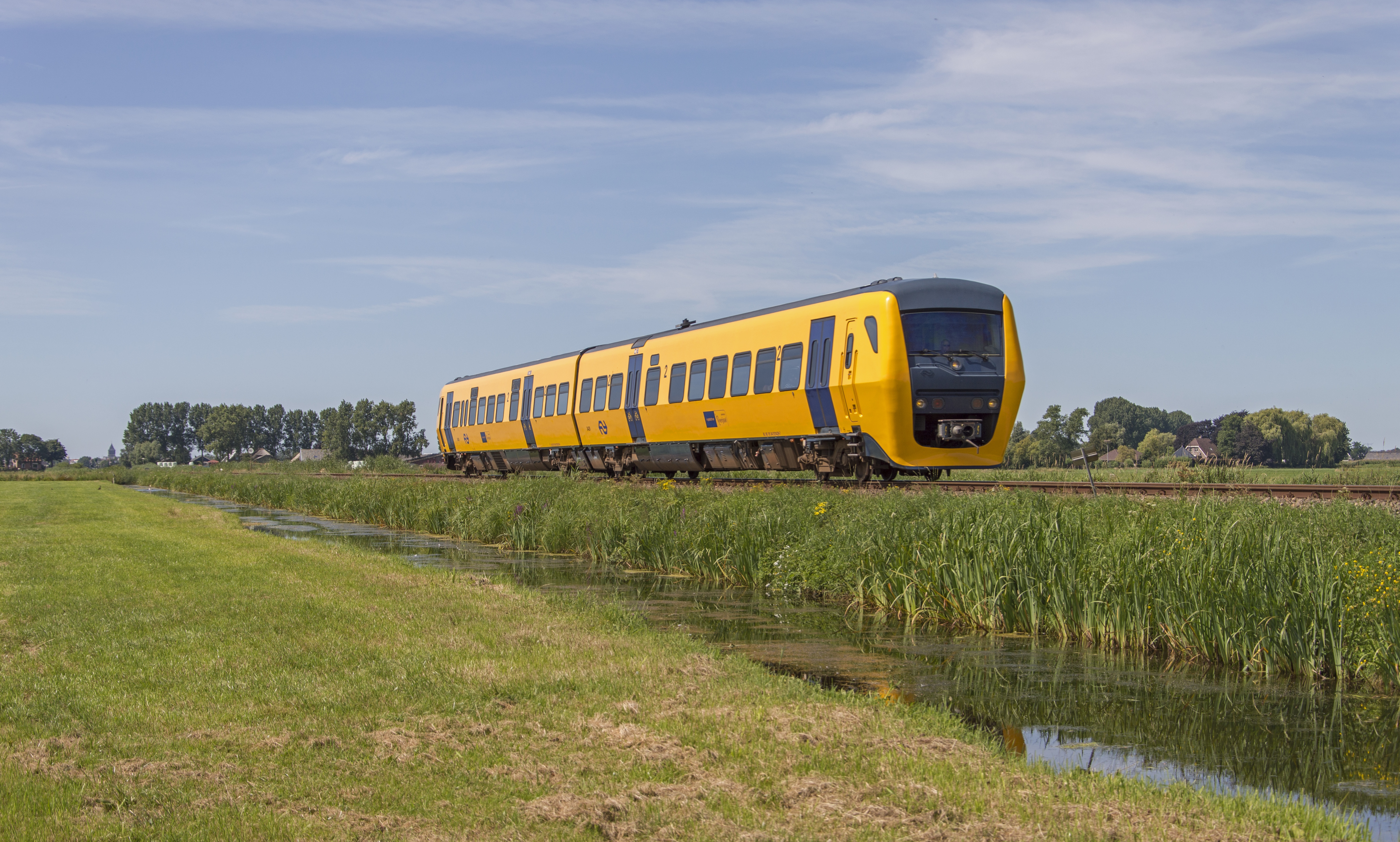
Ein Dieseltriebwagen Buffel bei IJsselmuiden

Die Strecke wurde ursprünglich angelegt als Teil des Centraalspoorwegs von Utrecht nach Kampen über Amersfoort und Zwolle. Das Teilstück Utrecht–Amersfoort–Hattem wurde 1863 eröffnet, ein Jahr später die Verbindung Hattem–Zwolle mit der Überbrückung der IJssel. Die Strecke zwischen Zwolle und Kampen konnte erst 1865 in Betrieb genommen werden, da der Mastenbroekerpolder voll Wasser gelaufen war.
Die Kosten wurden getragen durch die NCS, einer Privatbahn, die später in den Nederlandse Spoorwegen aufging, und die Gemeinde Kampen. Der Beitrag der Gemeinde Kampen betrug rund 300.000 Gulden. Diese hohe Summe deckte ungefähr die Hälfte der Gesamtinvestition, dafür bekam Kampen die Zusage, dass alle Züge von Utrecht bis Kampen durchfahren würden. Da wegen der Auslegung des Bahnhofs in Zwolle die Fahrtrichtung gewechselt werden musste („Kopfmachen“), wurde die Linie allerdings in zwei Teile gespalten: Kampen–Zwolle und Zwolle–Utrecht. 1930 fuhren rund 50 Züge täglich zwischen Kampen und Zwolle. Diese Trennung wurde endgültig durch die Elektrifizierung der Strecke Utrecht–Zwolle, während die Strecke nach Kampen mit Diesellokomotiven bedient wurde.
Über die Zukunft der Kamperlijntje wurde viel diskutiert. Seit der Schließung der Schule für Journalistik und der Kunstakademie in Kampen wurde die Linie nicht mehr so viel durch Studenten genutzt. Mit der Hanzelijn, einer Intercity-Linie zwischen Lelystad und Zwolle mit einem Bahnhof Kampen Zuid, die am 9. Dezember 2012 eröffnet wurde, wurde ein weiterer Rückgang das Fahrgastaufkommens erwartet. Die Gemeinde Zwolle wollte die Linie aber um zwei Haltestellen erweitern: Bahnhof Zwolle Voorsterpoort an einem Industriegelände und Bahnhof Zwolle Stadshagen in einem neuen Wohngebiet. Auch wurde über eine zweite Haltestelle in Kampen, Kampen Oosterholt, bei einem Neubauviertel in der Nähe von IJsselmuiden gesprochen. Die Verbindung sollte dann mit Stadt- oder Straßenbahnen befahren werden. Ein 20-Minuten-Takt wurde angestrebt.
Im Jahr 2017 wurde die Bahnstrecke komplett erneuert und elektrifiziert, zudem wurde der neue Bahnhof Zwolle Stadshagen errichtet. Dieser konnte allerdings erst ab 2019 bedient werden, da die Strecke aufgrund des mangelhaften Unterbaus nicht mit der geplante Geschwindigkeit von 140 km/h befahren werden konnte und mit der geringeren Geschwindigkeit der Fahrplan zunächst keinen zusätzlichen Halt zuließ.

## Haltestellen
Der Zug fährt ab Bahnhof Zwolle vom Gleis 1. Im Bahnhof Kampen hält er am alten Empfangsgebäude auf einem halb überdachten Bahnsteig. Der zweite Bahnsteig wird ebenso wie die historische Bahnhofshalle nicht mehr benutzt. Früher hielt der Zug auch an den Haltestellen Zwolle Veerallee und Mastenbroek, die aber schon 1970 bzw. 1933 geschlossen wurden. Die Fahrzeit für die zwölf Kilometer lange Strecke, die im Halbstundentakt bedient wird, beträgt etwa elf Minuten.

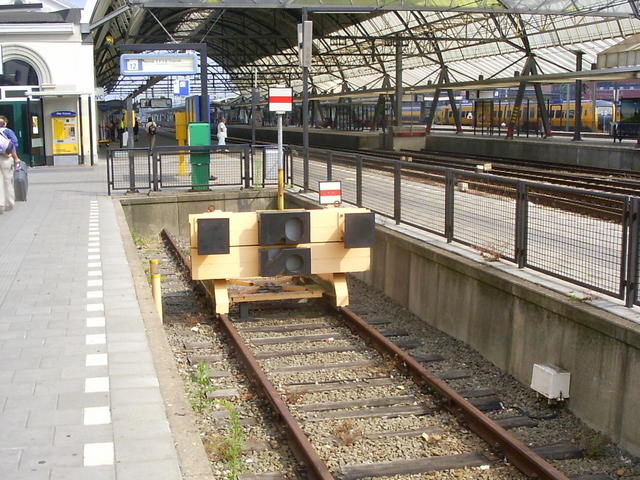
Zwolle Gleis 12

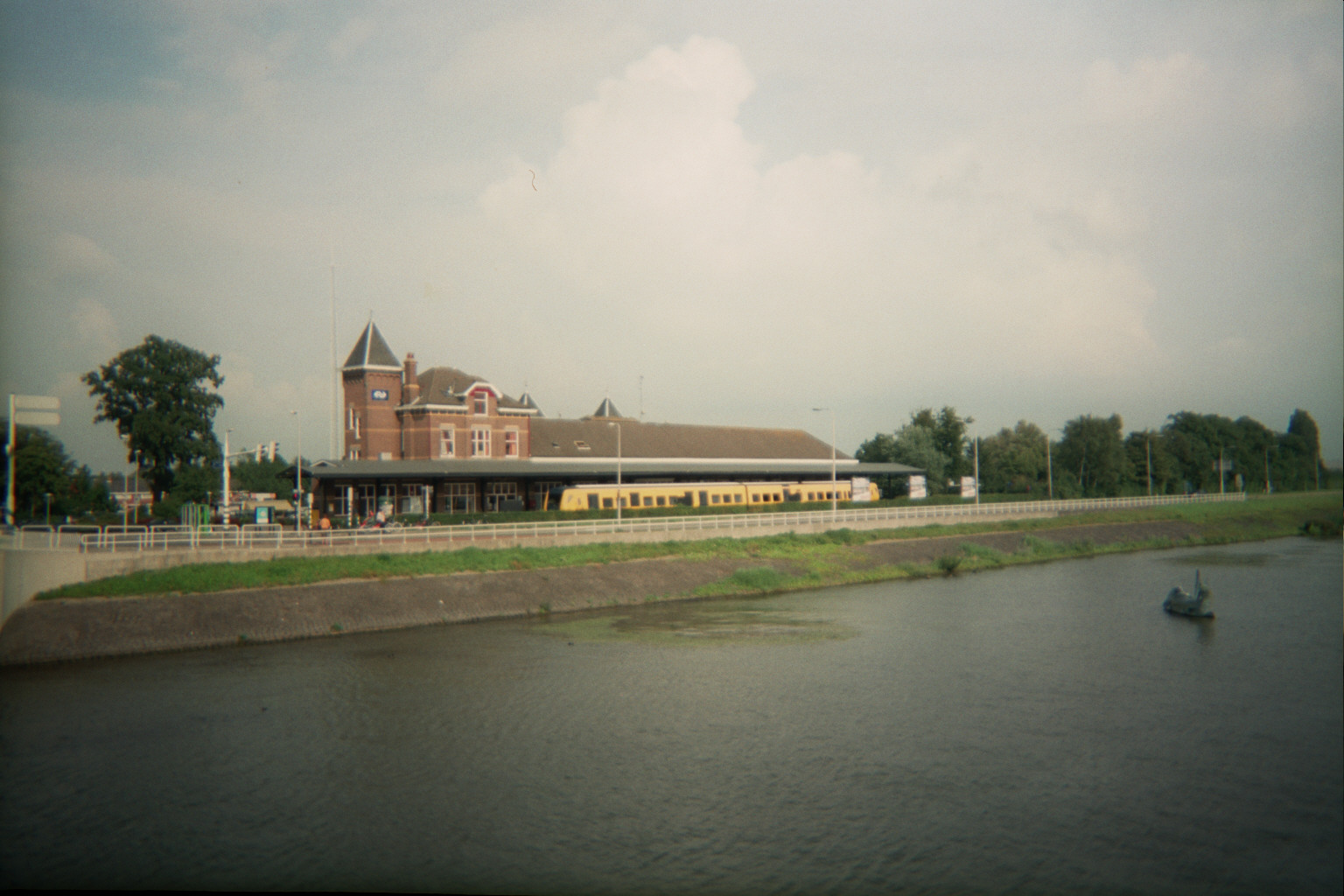
Bahnhof Kampen